# Brigitte, Laura, Ursula, Monica, Raquel, Litz, Maria, Florinda, Barbara, Claudia e Sofia, le chiamo tutte "anima mia"
Brigitte, Laura, Ursula, Monica, Raquel, Litz, Maria, Florinda, Barbara, Claudia e Sofia, le chiamo tutte "anima mia" è un film del 1974 diretto da Mauro Ivaldi.

## Trama
L'incallito playboy Franco Donati decide di sposare la sua ultima fiamma Francesca. La notizia, pubblicata sui giornali locali, indispettisce molte sue ex amanti. Prima delle nozze Franco riceve minacce anonime di morte. Il giorno delle nozze il malintenzionato si rifà vivo, ma viene smascherato dal commissario Marzoli: con grande stupore si scopre trattarsi di Carlo, spinto dall'invidia per il successo con le donne dell'amico Franco.

## Cast
È l'ultimo film interpretato da Pamela Tiffin che successivamente tornerà negli USA abbandonando definitivamente il mondo del cinema.